# Андреа Рајзборо
Андреа Рајзборо (енгл. Andrea Riseborough; 20. новембар 1981) енглеска је глумица.
Прву значајну улогу имала је у ТВ-филму Дуг пут до Финчлија из 2008. године у коме је играла младу Маргарет Тачер. Ова улога донела јој је номинацију за телевизијску БАФТУ, а 2013. године била је номинована и за награду БАФТА за будућу звезду.
Филмској публици позната је по споредним улогама у комедијама Безбрижна Попи (2008) и Произведено у Дагенхаму (2010), драмама W.E. (2011) и Играч из сенке (2012), акционом филму Заборав (2013), као и по насловној улози у хорору Менди (2018).